# Dworzec autobusowy w Opolu
Dworzec autobusowy w Opolu – dworzec obsługujący ruch lokalny i dalekobieżny w Opolu, znajdujący się w sąsiedztwie dworca kolejowego w Opolu, na ulicy 1 Maja. 

## Historia
Do r. 2017 właścicielem dworca był PKS Opole, należący do przedsiębiorstwa przewozowego Sindbad. 31 sierpnia teren dworca PKP został przekazany miastu Opole.
W grudniu 2022 roku na miejscu starego budynku dworcowego oddano do użytku centrum przesiadkowe z dworcem autobusowym na 10 stanowisk, piętrowy parking oraz pasaż handlowy.